# Jezioro Bobięcińskie Małe
Jezioro Bobięcińskie Małe (kaszb. Jezoro Bòbiecyńsczé Môłé, niem. Kleiner Papenzin-See) – jezioro rynnowe w północnej Polsce na Pojezierzu Bytowskim. Jezioro typu lobeliowego.
Powierzchnia jeziora wynosi 28,8 ha, jest ono położone na wysokości 176 m n.p.m. W części południowej jezioro jest połączone wykopanym w latach 70. płytkim, kilkudziesięciometrowej długości kanałem z jeziorem Bobięcińskim Wielkim. Najbliższą miejscowością jest Bobięcino.